# Phare d'Herzliya
Le phare de Mikhmoret est un phare actif situé dans le port d'Herzliya dans le District de Tel Aviv de l'État d'Israël, sur la côte méditerranéenne.

## Histoire
Ce phare est situé au bout du brise-lames de la Marina d'Herzliya, au nord de Jaffa.

## Description
Le phare est une tourelle métallique cylindrique de 211 m de haut, avec balcon-galerie et lanterne. La tourelle est blanche. Il émet, à une hauteur focale de 14 m, un éclat vert toutes les 5 secondes. Sa portée est de 12 milles nautiques (environ 22 km).
Identifiant : ARLHS : ISR... - Amirauté : N5957 - NGA : 113-21238 .

### Lien connexe
- Liste des phares d'Israël